# O que a Lua não Pôde, não Pode, nem Poderá
O que a Lua não Pôde, não Pode, nem Poderá é o álbum de estreia do cantor brasileiro Wolô, lançado em 1974.
Primeiro disco brasileiro, do segmento evangélico, a conter repertório totalmente nacional, foi produzido pelo músico Poli e concentrava composições de Wolô, como "Pai Nosso", canção que se tornou o maior sucesso de sua carreira, regravada por vários artistas.
Apesar de ser lançado de forma independente, o disco do cantor recebeu apoio da Aliança Bíblica Universitária (ABU) e superou as expectativas do próprio cantor. Em 2015, foi considerado o 29º maior álbum da música cristã brasileira, numa lista compilada por músicos, historiadores e jornalistas e publicada pelo Super Gospel.

## Faixas
Todas as composições por Wolô.
Lado A
1. "O que a lua não pôde, não pode, nem poderá"
2. "Cara"
3. "Amor-Amor de Cristo"
4. "Que tal não matá-lo mais?"
5. "O olhar sorrir"
6. "Duas fáceis e duas difíceis"

Lado B
1. "Obrigado Jesus, por nascer"
2. "Nem só de pão"
3. "Quanto mais"
4. "Jesus pra sempre"
5. "O tempo e o TEMPO"
6. "Pai Nosso"